# 센고쿠 마사아키라
센고쿠 마사아키라(일본어: 仙石政明)는 에도 시대 중기의 다이묘이다. 시나노 우에다번 제3대 번주, 다지마 이즈시번 초대 번주를 지냈다. 이즈시번 센고쿠가(出石藩仙石家) 제4대 당주.

## 같이 보기
- 이즈시 소바 - 신슈 소바

| 전임 센고쿠 마사토시 | 제3대 우에다번 번주 (센고쿠가) 1669년 ~ 1706년 | 후임 마쓰다이라 다다치카 |

| 전임 마쓰다이라 다다치카 | 제1대 이즈시번 번주 (센고쿠가) 1706년 ~ 1717년 | 후임 센고쿠 마사후사 |